# Roberto Floriano
Roberto Floriano (Albstadt, Alemania, 14 de agosto de 1986) es un futbolista alemán de origen italiano. Juega como delantero en el S.S.C. Bari de la Serie B.

## Clubes
| Club                 | País     | Año       |
| -------------------- | -------- | --------- |
| Seregno Calcio       | Italia   | 2005-2006 |
| Colognese            | Italia   | 2006-2010 |
| Tritium Calcio       | Italia   | 2010-2011 |
| Alessandria (Cedido) | Italia   | 2011-2012 |
| Botev Vratsa         | Bulgaria | 2012      |
| AC Pistoiese         | Italia   | 2012-2013 |
| Mantova F.C.         | Italia   | 2013-2014 |
| A.S.D. Barletta      | Italia   | 2014      |
| A.C. Pisa            | Italia   | 2014-2015 |
| Foggia Calcio        | Italia   | 2015-2016 |
| Carrarese (Cedido)   | Italia   | 2016-2017 |
| Foggia Calcio        | Italia   | 2017-2018 |
| S.S.C. Bari          | Italia   | 2018-2020 |
| Palermo              | Italia   | 2020-2023 |
| FC Sangiuliano City  | Italia   | 2023      |
| Desenzano            | Italia   | 2023-Act. |